# Pesidi
Pesidi is een bestuurslaag in het regentschap Magelang van de provincie Midden-Java, Indonesië. Pesidi telt 2866 inwoners (volkstelling 2010).